# Bobby Darin
Bobby Darin, nome d'arte di Walden Robert Cassotto (New York, 14 maggio 1936 – Los Angeles, 20 dicembre 1973), è stato un cantante e attore statunitense, di origini italo-americane.
Sposato dal 1960 al 1967 con la cantante ed attrice Sandra Dee, dalla quale ebbe l'unico figlio, viene considerato uno dei maggiori interpreti di musica leggera USA in attività tra la fine degli anni cinquanta e anni sessanta.

## Biografia
La madre, Vanina Juliette "Nina" Cassotto, nata il 30 novembre 1917, era figlia di Vivian "Polly" Fern Walden, cantante di vaudeville, di origini inglesi, danesi e norvegesi. Il nonno materno, Saverio Antonio "Big Sam Curly" Cassotto, di origine italiana, nato nel 1882, era un soldato della famiglia Genovese, e un associato di Frank Costello, morto di polmonite nel 1935, mentre si trovava in carcere. Darin seppe del passato del nonno a 32 anni, quando decise di entrare in politica, rimanendo scioccato. L'identità del padre di Bobby rimase sempre un mistero, in quanto la madre non glielo rivelò mai, morendo nel 1983. Nell'aprile del 2020, attraverso l'esame del DNA della famiglia, si scoprì l'identità del padre, Emilio "Milton" LePore (1911–1965).
Originario del Bronx, cresciuto in una famiglia italo - americana del proletariato newyorkese, un'infanzia minata da una grave forma di febbre reumatica a otto anni, riscattò un'adolescenza difficile con una voce calda e carezzevole. Il suo repertorio spaziava dalla musica swing, al jazz, al country, al pop. Con lui ha lavorato Tommy Tedesco, noto per le collaborazioni con Frank Sinatra, Sam Cooke, Peggy Lee, Art Garfunkel, Maria Muldaur, Paul Anka, J.J. Cale.
La sua vita fu raccontata in un biopic del 2004 diretto e interpretato da Kevin Spacey che porta il titolo di una delle sue canzoni più conosciute: Beyond the Sea.

### Mack the Knife
Il successo internazionale gli arrise con l'interpretazione di canzoni diventate poi standard, come Beyond the Sea e, soprattutto, Mack the Knife (dalla commedia satirica del 1929 L'opera da tre soldi musicata da Kurt Weill su testo di Bertolt Brecht), diventata il suo cavallo di battaglia e incisa nuovamente nel 1984 da Frank Sinatra in una cover diventata ugualmente celebre. Per questa canzone Darin era stato premiato, nel 1960, con un Grammy Award.
Lavorò anche come attore di cinema. Recitò in Torna a settembre (1961) al fianco di Rock Hudson, Gina Lollobrigida e Sandra Dee (che conobbe sul set e sposò lo stesso anno). L'interpretazione gli valse, l'anno successivo, il Golden Globe per il miglior attore debuttante. Per il film Capitan Newman (1963), ebbe una nomination al premio Oscar al miglior attore non protagonista.

### Tra misticismo e malattia
Nel 1968 Darin sostenne la campagna elettorale del candidato democratico Robert Kennedy, poi assassinato. Darin - grande amico dei Kennedy - soffrì di una crisi mistica che lo portò a rinchiudersi in se stesso e a condurre un'esistenza sempre più ritirata.
Tra il 1971 e il 1972 ebbe nuovi gravi problemi di salute, che non gli impedirono di sposare Andrea Joy Yeager (da cui si separò dopo appena quattro mesi) e di proseguire, nonostante qualche flop, con concerti live ed apparizioni in show per la televisione.
Nel 1973 incominciò a soffrire di una grave patologia cardiaca e dopo diverse operazioni morì nel dicembre dello stesso anno, a 37 anni. Ottemperando alle sue volontà, non venne celebrato alcun funerale e il corpo venne donato all'UCLA per effettuare ricerche mediche.

## Discografia

### Album
- 1958 - Bobby Darin (ATCO Records, 33-102)
- 1959 - That's All (ATCO Records, 33-104)
- 1960 - This Is Darin (ATCO Records, 33-115)
- 1960 - Darin at the Copa (ATCO Records, 33-122)
- 1960 - For Teenagers Only (ATCO Records, 1001)
- 1960 - The 25th Day of December with Bobby Darin (ATCO Records, 33-125)
- 1961 - Two of a Kind (ATCO Records, 33-126) con Johnny Mercer
- 1961 - The Bobby Darin Story: Mack the Knife (ATCO Records, 33-131) Raccolta
- 1961 - Love Swings (ATCO Records, 33-134)
- 1961 - Twist with Bobby Darin (ATCO Records, 33-138)
- 1962 - Bobby Daring Sings Ray Charles (ATCO Records, 33-140)
- 1962 - Things & Other Things (ATCO Records, 33-146)
- 1962 - Oh! Look at Me Now (Capitol Records, T/ST 1791)
- 1963 - You're the Reason I'm Living (Capitol Records, T/ST 1866)
- 1963 - Earthy! (Capitol Records, T/ST 1826)
- 1963 - It's You or No One (ATCO Records, 33-124)
- 1963 - 18 Yellow Roses (Capitol Records, T/ST 1942)
- 1963 - Golden Folk Hits (Capitol Records, T/ST 2007)
- 1964 - As Long as I'm Singing (Capitol Records, T/ST 2084)
- 1964 - From Hello Dolly to Goodbye Charlie (Capitol Records, T/ST 2194)
- 1965 - Venice Blue (Capitol Records, T/ST 2322)
- 1966 - The Best of Bobby Darin (Capitol Records, T/ST 2571)
- 1966 - Clementine (Clarion Records, SD 603)
- 1966 - Bobby Darin Sings The Shadow of Your Smile (Atlantic Records, 8121)
- 1966 - In a Broadway Bag (Atlantic Records, 8126)
- 1967 - If I Were a Carpenter (Atlantic Records, 8135)
- 1967 - Inside Out (Atlantic Records, 8142)
- 1967 - Bobby Darin Sings Doctor Dolittle (Atlantic Records, 8154)
- 1968 - Born Walden Robert Cassotto (Direction Records, 1936)
- 1969 - Commitment (Direction Records, 1937)
- 1972 - Finally (Motown Records, M 739L) non pubblicato
- 1972 - Bobby Darin (Motown Records, M 753L)
- 1974 - Darin 1936-1973 (Motown Records, M6-813L)

### Singoli
- 1956 - Timber/Rock Island Line (Decca Records, 29883) (Billboard del 31 marzo 1956, pagina 56) a nome Bobby Darin and The Jaybirds
- 1956 - Silly Willy/Blue-Eyed Mermaid (Decca Records, 29922) (Billboard del 26 maggio 1956, pagina 60) a nome Bobby Darin and The Jaybirds
- 1956 - The Greatest Builder (Of Them All)/Hear Them Bells (Decca Records, 30031) (Billboard del 29 settembre 1956, pagina 64)
- 1957 - Dealer in Dreams/Help Me (Decca Records, 30225) (Billboard del 23 febbraio 1957, pagina 63)
- 1957 - Million Dollar Baby/Talk to Me (Atco Records, 6092) (Billboard del 1 luglio 1957)
- 1957 - Don't Call My Name/Pretty Betty (Atco Records, 6103) (Billboard 11 novembre 1957, pagina 103)
- 1958 - Just in Case You Change Your Mind/So Mean (Atco Records, 6109) (Billboard del 10 febbraio 1958)
- 1958 - Splish Splash/Judy, Don't Be Moody (Atco Records, 6117) (Billboard del 19 maggio 1958)
- 1958 - Early in the Morning/Now We're One (Brunswick Records, 55073)
- 1958 - Early in the Morning/Now We're One (Atco Records, 6121) Luglio 1958
- 1958 - Queen of the Hop/Lost Love (Atco Records, 6127) Settembre 1958
- 1958 - Mighty Mighty Man/You're Gone (Atco Records, 6128) Ottobre 1958
- 1958 - Silly Willy/Dealer in Dreams (Decca Records, 30737) (Billboard del 24 novembre 1958, pagina 34)
- 1959 - Plain Jane/While I'm Gone (Atco Records, 6133)
- 1959 - Dream Lover/Bullmoose (Atco Records, 6140)
- 1959 - Mack the Knife/Was There a Call for Me (Atco Records, 6147)
- 1960 - Beyond the Sea/That's the Way Love Is (Atco Records, 6158)
- 1960 - Clementine/Tall Story (Atco Records, 6161)
- 1960 - Won't You Come Home Bill Bailey/I'll Be There (Atco Records, 6167)
- 1960 - Beachcomber/Autumn Blues (Atco Records, 6173)
- 1960 - Artificial Flowes/Somebody to Love (Atco Records, 6179)
- 1960 - Christmas Auld Lang Syne/Child of God (Atco Records, 6183)
- 1961 - Lazy River/Oo-Ee Train (Atco Records, 6188)
- 1961 - Nature Boy/Look for My True Love (Atco Records, 6196)
- 1961 - Come September/Walk Back to Me (Atco Records, 6200)
- 1961 - You Must Have Been a Beautiful Baby/Sorrow Tomorrow (Atco Records, 6206)
- 1961 - Ave Maria/O Come All Ye Faithful (Atco Records, 6211)
- 1961 - Irresistible You/ Multiplication (Atco Records, 6214)
- 1962 - What's I Say (Part 1)/What's I Say (Part 2) (Atco Records, 6221)
- 1962 - Things(Jalier Bring Me Water (Atco Records, 6229)
- 1962 - Baby Face/You Know How (Atco Records, 6236)
- 1962 - If a Man Answers/True, True Love (Capitol Records, 4837)
- 1962 - I Found a New Baby/Keep a-Walkin' (Atco Records, 6244)
- 1962 - You're the Reason I'm Living/Now You're Gone (Capitol Records, 4897)
- 1963 - 18 Yellow Roses/Not for Me (Capitol Records, 4970)
- 1963 - Treat My Baby Good/Down So Long (Capitol Records, 5019)
- 1963 - Be Mad Little Girl/Since You've Been Gone (Capitol Records, 5079)
- 1964 - I Wonder Who's Kissing Her Now/As Long As I'm Singing (Capitol Records, 5126)
- 1964 - Milord/Golden Earrings (Atco Records, 6297)
- 1964 - The Things in This House/Wait by the Water (Capitol Records, 5257)
- 1964 - Swing Low Sweet Chariot/Similau (Atco Records, 6316)
- 1965 - Minnie the Moocher/Hard Hearted Hannah (Atco Records, 6334)
- 1965 - Hello, Dolly!/Golden Earrings (Capitol Records, 5359)
- 1965 - Venice Blues (Que c'est triste Venise)/A World Without You (Capitol Records, 5399)
- 1965 - When I Get Home/Lonely Road (Capitol Records, 5443)
- 1965 - That Funny Feeling/Gyp the Cat (Capitol Records, 5481)
- 1965 - We Didn't Ask to be Brought Here/Funny What Love Can Do (Atlantic Records, 2305)
- 1966 - Silver Dollar/The Breaking Point (Atlantic Records, 2317)
- 1966 - Mame/Walking in the Shadow of Love (Atlantic Records, 2329)
- 1966 - Who's Afraid of Virginia Woolf?/Merci, Cherie (Atlantic Records, 2341)
- 1966 - If I Were a Carpenter/Rainin' (Atlantic Records, 2350)
- 1966 - The Girl That Stood Beside Me/Reason to Believe (Atlantic Records, 2367)
- 1967 - Lovin' You/Amy (Atlantic Records, 2376)
- 1967 - The Lady Came from Baltimore/I Am (Atlantic Records, 2395)
- 1967 - Darlin' Be Home Soon/Hello, Sunshine (Atlantic Records, 2420)
- 1967 - Talk to the Animals/After Today (Atlantic Records, 2433)
- 1967 - Talk to the Animals/She Knows (Atlantic Records, 2433)
- 1968 - Long Line Rider/Change (Direction Records, 350)
- 1969 - Song for a Dollar/Mr. and Mrs. Hohner (Direction Records, 351)
- 1969 - Distractions (Part 1)/Jive (Direction Records, 352)
- 1970 - Sugar Man/(9 to 5) Jive's Alive (Direction Records, 4000)
- 1970 - Baby May/Sweet Reason (Direction Records, 4001)
- 1970 - Maybe We Can Get It Together/Rx Pyro (Prescription: Fire) (Direction Records, 4002)
- 1971 - Melodie/Someday We'll Be Together (Motown Records, 1183)
- 1971 - Simple Song of Freedom/I'll Be Your Baby Tonight (Motown Records, 1193)
- 1972 - Sail Away/Something in Her Love (Motown Records, 1203)
- 1972 - Average People/Something in Her Love (Motown Records, 1212)
- 1973 - Happy/Something in Her Love (Motown Records, 1217)

## Filmografia

### Cinema
- Ombre (Shadows), regia di John Cassavetes (1959)
- Pepe, regia di George Sidney (1960) - cameo con la canzone That's How It Went Alright
- Blues di mezzanotte (Too Late Blues), regia di John Cassavetes (1961)
- Torna a settembre (Come September), regia di Robert Mulligan (1961)
- Una sposa per due (If a Man Answers), regia di Henry Levin (1962)
- Alla fiera per un marito (State Fair), regia di José Ferrer (1962)
- L'inferno è per gli eroi (Hell Is for Heroes), regia di Don Siegel (1962)
- La scuola dell'odio (Pressure Point), regia di Hubert Cornfield (1962)
- Capitan Newman (Captain Newman, M.D.), regia di David Miller (1963)
- Gli impetuosi (The Lively Set), regia di Jack Arnold (1964) - solo composizione
- Quello strano sentimento (That Funny Feeling), regia di Richard Thorpe (1965)
- Sparatorie ad Abilene (Gunfight in Abilene), regia di William Hale (1967)
- Uno sconosciuto in casa (Stranger in the House), regia di Pierre Rouve (1967)
- Lieto fine (The Happy Ending), regia di Richard Brooks (1969)

### Televisione
- La legge di Burke (Burke's Law) – serie TV, episodio 2x28 (1965)
- I giorni di Bryan (Run for Your Life) - serie TV, episodio 1x22 (1966)
- The Danny Thomas Hour – serie TV, episodio 1x15 (1968)

## Doppiatori italiani
- Massimo Turci in Torna a settembre, Una sposa per due, Capitan Newman, Quello strano sentimento, Sparatorie ad Abilene
- Sergio Tedesco in L'inferno è per gli eroi
- Ferruccio Amendola in La scuola dell'odio

## Riconoscimenti
- Grammy Awards 1960 - Vittoria nella categoria al miglior artista esoordiente
- Golden Globe 1961 - Vittoria nella categoria del miglior attore non protagonista per Torna a settembre
- Premi Oscar 1964 – Candidatura all'Oscar al miglior attore non protagonista per Capitan Newman